# Call of Duty: Mobile
Call of Duty: Mobile là một trò chơi được tải miễn phí trên di động, tập hợp các bản đồ, vũ khí và nhân vật trong toàn bộ series Call Of Duty mang đến cho người chơi trải nghiệm hoàn hảo nhất. Được xuất bản bởi Activision. Trò chơi có sức hút mạnh mẽ ngay từ ngày đầu tiên ra mắt và đã cán mốc hơn 250 triệu lượt tải, vượt qua các đối thủ có tên tuổi lớn trên nền tảng di động như PUBG Mobile và Fortnite. Call of Duty: Mobile hiện đang được phát triển bởi TiMi Studios của Tencent sở hữu 3 chế độ bắn được yêu thích gồm: Multiplayer - Chế độ đấu đội 5vs5 gay cấn nghẹt thở, Battle Royale - Chế độ sinh tồn đầy thử thách với nhịp độ chiến đấu cực cao và chế độ Zombies ( đã bị loại bỏ vào ngày 25-3-2020, thay thế bằng chế độ Undead Siege - Xác Sống Bao Vây vào ngày 1-8-2021 ). Ngày 4-5-2021, tựa game đã cán mốc 500 triệu lượt tải. Call of Duty: Mobile chính thức ra mắt toàn thế giới vào ngày 1-10-2020 ( ngoại trừ tại Trung Quốc, Việt Nam, Bỉ ), ra mắt tại Việt Nam ngày 20-4-2020, tại Trung Quốc vào ngày 25-12-2020.

## Chế độ Multiplayer  ( MP )
Call of Duty: Mobile mang đến cho người chơi nhiều chế độ chơi được yêu thích trong suốt chiều dài lịch sử của Call of Duty như là Team Deathmatch, Hardpoint, Domination, ....... và các bản đồ đặc trưng của dòng game COD như là Crossfire, Crash, Nuketown, Hijacked, Standoff, Firing Range, ...... Số lượng bản đồ được bổ sung thêm qua các bản cập nhật hàng tháng, cùng các Battle Pass mới.
Multiplayer có 2 lựa chọn chính là Ranked ( Xếp hạng ) và Non-Ranked ( Không xếp hạng ). Chế độ xếp hạng chỉ chứa 4 chế độ là Team Deathmatch ( Quyết Đấu ), Domination ( Chiếm Cứ Điểm ), Hardpoint ( Tranh Đoạt), Search and Destroy ( Đặt Bom ). Chế độ không xếp hạng có thể chơi tất cả các chế độ xuất hiện trong game, và tất cả các bản đồ có trong game.
Hệ thống Scorestreak ( Thiết bị Chuỗi điểm ) là 1 loạt các loại vũ khí, máy bay, UAV, vũ khí xung điện từ - (EMP),Napalm, tên lửa định vị,.... quân dụng với khả năng đem lại cho người chơi những lợi thế cao hơn hẳn so với những người chơi khác, có thể nhận được thông qua việc lập chuỗi tiêu diệt kẻ thù trong trận đấu Multiplayer mà không  ( trừ khi bạn trang bị Perk đỏ "Persistence", tiến trình nhận Scorestreak sẽ không mất sau khi bạn chết ). Mỗi người chơi có thể trang bị 3 Scorestreak bất kì trong 1 trận đấu.
Opeator Skills ( Vũ khí đặc biệt ) là những loại vũ khí đặc biệt, có thể được kích hoạt sau mỗi khoảng thời gian nhất định, đem lại cho người chơi thế thượng phong so với đối thủ, hoặc đem lại khả năng hỗ trợ đắc lực cho những người đồng đội của mình.Ví dụ:Shield Troys (súng canh), súng phóng lựu, khiên phòng thủ, súng lục hòa âm, lõi phản ứng,....
1 Scorestreak ẩn là Nuclear Bomb ( Bom hạt nhân ), sẽ tiêu diệt tất cả người chơi đội đối phương, có thể được kích hoạt ngay khi người chơi lập chuỗi tiêu diệt 20 ( giết 20 kẻ địch liên tiếp mà không chết ). Những mạng tiêu diệt bằng các Scorestreak sẽ không được tính vào chuỗi này.
Với cập nhật mùa 9 2020 "Conquest" ( Chinh Phục ), hệ thống Gunsmith tương tự Call of Duty: Modern Warfare (2019) được đưa vào game. Người chơi có thể tùy chỉnh các vũ khí của mình bằng các loại phụ kiện đa dạng, từ những loại nòng súng khác nhau, cho đến các loại báng súng, và các loại băng đạn, ....... Đồng thời, người chơi hoàn toàn có thể xem lại các phụ kiện đã ảnh hưởng như thế nào tới sức mạnh khẩu súng của mình

### Các chế độ chơi của Multiplayer
1.Chế độ chơi gốc, xuất hiện 24/7: Frontline ( Đối Kháng ), Team Deathmatch ( Quyết Đấu ), Domination ( Chiếm Cứ Điểm ), Search and Destroy ( Đặt Bom ), Hardpoint ( Tranh Đoạt ), Free for All ( Sinh Tử Chiến ), Kill Confirmed ( Xác Nhận Hạ Gục ), 2v2
2.Chế độ chơi được mở không thường xuyên: Gun Game, Snipers Only, Rocket Only, Sticks and Stones ( Kiếm Và Đá ), One Shot One Kill ( 1 Viên Hạ Gục), Prop Hunt ( Trốn Tìm ), Rapid Fire ( Bão Đạn ), 1v1  · Capture the Flag ( Cướp Cờ ), Attack of the Undead ( Xác Sống Tấn Công ) ,Juggernaut ( đã bị loại bỏ ), 10v10, Headquarters ( Tổng Hành Dinh ), Hardcore ( Chế độ Khó ), Cranked, Grind, Guns Blazing, Cranked Confirmed ( Cranked + Kill Confirmed ), Ground Missions ( Nhiệm Vụ Tối Mật), Payout Search & Destroy ( Đặt Bom + hệ thống chi tiêu súng, trang bị giống CSGO,  Valorant ), Drop Zone ( Vùng Rơi ), Control, Snowball Scuffle, trộm cướp 24/7 và nhiều chế độ khác. 
| Các bản đồ trong chế độ MP CODM ( tính đến tháng 2-2022 ) | Mùa ra mắt      |
| --- | --------------- |
| Killhouse, Nuketown*, Crossfire*, Crash*, Raid*, Firing Range*, Hijacked, Standoff*, Takeoff, Standoff - Halloween ( đặc biệt, ra mắt vào Halloween mỗi năm ) | Mùa 1 ( 2019 )  |
| Summit*, Winter Raid ( đặc biệt, ra mắt mỗi dịp Giáng Sinh)                                                                                                   | Mùa 2 ( 2019 )  |
| Scrapyard^ | Mùa 3 ( 2020 )  |
| Cage | Mùa 4 ( 2020 )  |
| Meltdown^ | Mùa 5 ( 2020 )  |
| Rust^, Saloon | Mùa 6 ( 2020 )  |
| Tunisia*, Gulag, Practice Range ( đặc biệt, chế độ luyện tập )                                                                                                | Mùa 7 ( 2020 )  |
| Highrise* | Mùa 8 ( 2020 )  |
| Shipment 1944 ( đã bị bỏ, thay thế bằng Shipment 2019 ) | Mùa 9 ( 2020 )  |
| Terminal*, Pine | Mùa 10 ( 2020 ) |
| King, The Club ( duy nhất trong mùa này, không còn xuất hiện nữa )                                                                                            | Mùa 11 ( 2020 ) |
| Hackney Yard* | Mùa 12 ( 2020 ) |
| Nuketown Russia* | Mùa 13 ( 2020 ) |
| Reclaim | Mùa 1 ( 2021 )  |
| Shoothouse*, Shipment 2019 | Mùa 2 ( 2021 )  |
| Oasis*, Coastal* | Mùa 3 ( 2021 )  |
| Dome^ | Mùa 4 ( 2021 )  |
| Suldal Harbor^, Docks, Aniyah Incursion | Mùa 5 ( 2021 )  |
| Slums*, Stack | Mùa 6 ( 2021 )  |
| Scrapyard 2019*, Monastery* | Mùa 7 ( 2021 )  |
| Không có | Mùa 8 ( 2021 )  |
| Hovec Sawmill* | Mùa 9 ( 2021 )  |
| Vacant* | Mùa 10 ( 2021 ) |
| Icebreaker | Mùa 11 ( 2021 ) |
| Hacienda, Nuketown Temple | Mùa 1 ( 2022 )  |
| Hardhat | Mùa 2 ( 2022 )  |

Chú ý: Những bản đồ được đánh dấu (*) là những bản đổ xuất hiện trong chế độ Đấu Xếp hạng ( Ranked Mode ). Những bản đồ được đánh dấu (^) là những bản đồ đã từng được xuất hiện trong Đấu Xếp hạng, nhưng hiện giờ đã bị loại bỏ ( tính đến tháng 2-2022 )

## Chế độ Battle Royale ( BR )
Chế độ Battle Royale trong Call of Duty: Mobile bao gồm 3 chế độ chơi chính gồm Solo ( 1 người ), Duo ( 2 người ) và Squad ( 4 người ). Bản đồ BR đầu tiên có tên gọi là "Isolated", với các địa điểm là các bản đồ từ dòng Black Ops và Modern Warfare. 1 trận đấu BR cổ điển sẽ có tổng cộng 100 người chơi 
Bên cạnh đó, người chơi cũng có thể chuyển đổi góc nhìn trước khi vào trận, bao gồm Góc nhìn thứ ba ( Third Person ), và Góc nhìn thứ nhất ( First Person )
Trong chế độ Battle Royale cổ điển, sẽ có các Class khác nhau, đem lại cho người chơi những khả năng đặc biệt và các trang bị khác nhau của mỗi Class. Trong game, tính đến thời điểm viết bài này ( tháng 2-2022 ), có tổng cộng 16 Class khác nhau: Scout, Defender, Mechanic, Clown, Medic, Ninja, Airbonne, Smoke Bomber, Trap Master, Poltergeist, Hacker, Refitter, Spotter, Desperado, Rewind, Trickster. Mỗi thành viên trong team Duo ( hoặc Squad ) chỉ được pick 1 Class riêng, không được trùng với những người còn lại
Sau bản cập nhật mùa 9 2020 "Conquest" ( Chinh Phục ), hệ thống vũ khi, phụ kiện, ..... đã được thay đổi hoàn toàn, giống với Call of Duty: Warzone, thay cho kiểu truyền thống từ PUBG. Lúc này, toàn bộ vũ khí nhặt trên bản đồ, thùng tiếp tế, .... đều sẽ được lắp sẵn phụ kiện, và không thể tháo rời ( số lượng phụ kiện lắp vào súng còn tùy thuộc vào độ hiếm của nó, như là 0 ( Common ), 1 ( Uncommon ), 2 ( Rare ), 4 ( Epic ), 5 ( Legendary ). Từ mùa 10 2020 "The Hunt" ( Mùa Săn ), ống ngắm đã có thể tháo rời, trừ ống ngắm của blueprint ( súng đã được lắp sẵn phụ kiện tùy ý trước khi vào trận đấu ) lấy trong Thùng tiếp tế
Vào mùa 8 2021 "2nd Anniversary", BR có sự thay đổi lớn, hệ thống máu cũ được thay thế bằng hệ thống Máu+Giáp, tức là lượng giáp sẽ cộng thẳng vào máu, không còn giảm sát thương nhận vào nữa. Mọi người chơi đều có tối đa 250 máu ( tối đa là 300 - với Giáp Động ). Mọi khẩu súng nhặt được trên bản đồ giờ đây đều sẽ không còn bất kỳ phụ kiện nào gắn trên súng nữa, mà thay vào đó sẽ là các Mods ( vốn đã xuất hiện từ mùa 9 2020, giờ đây được thêm nhiều Mods mới ). Thùng tiếp tế cũng có sự thay đổi, sẽ có 2 loại thùng: Thùng tiếp tế thông thường ( người chơi sẽ nhận đc đạn dược, Mods quý hiếm, Operator Skill từ MP ) và Thùng tiếp tế vũ khí ( người chơi nhận được 1 trong 5 loại vũ khí đã được tinh chính phụ kiện từ trước khi bắt đầu trận đấu ). Các loại ba lô cũng đã có sự thay đổi, khi giờ đây, 1 ba lô tối đa có thể chứa 8 ô vật phẩm, so với 10 ô của ba lô lớn trước khi cập nhật. 1Đến tháng 2-2022, có tổng cộng 3 map BR đang xuất hiện trong CODM:
1.Isolated: Xuất hiện từ những ngày đầu tiên của game, đây là bản đồ mặc định, và cũng là bản đồ được yêu thích nhất chế độ BR. Tuy nhiên, bản đồ này đã tạm thời bị loại bỏ vào các mùa 11 2020, mùa 8 2021, để nhường chỗ cho các bản đồ khác.
2. Alcatraz: Xuất hiện từ mùa 11 2020 "1st Anniversary", là bản đồ về nhà tù Alcatraz khét tiếng, với diện tích nhỏ, thích hợp cho các cuộc giao tranh nhanh, gọn. Đồng thời, Alcatraz cũng có hệ thống hồi sinh ( Respawn ) đặc biệt, khi bạn có thể hồi sinh 5 lần sau mỗi lần chết, và sau một khoảng thời gian nhất định. Hệ thống hồi sinh này sẽ ngừng hoạt động trong vòng bo cuối cùng. Ban đầu, khi mới ra mắt, bản đồ này được xuất hiện vĩnh viễn, song song với Isolated, nhưng về sau đã bị loại bỏ vào mùa 2 2021 "Spured and Burned", và giờ chỉ còn xuất hiện không thường xuyên
3. Blackout: Xuất hiện từ mùa 8 2021 "2nd Anniversary", lấy từ Call of Duty: Black Ops 4, với diện tích rất lớn ( nhưng vẫn nhỏ hơn Isolated ). Ban đầu, đội ngũ phát triển định loại bỏ Isolated và thay thế bằng map này, nhưng sau khi vấp phải sự phản đối của người chơi, họ đã quyết định để 2 map cùng song song tồn tại trong game.

### Các chế độ chơi của Battle Royale
Bên cạnh Classic ( Cổ Điển ), chế độ BR còn có các chế độ khác, mở không thường xuyên như: Blitz ( đấu nhanh 5-10 phút ), Sniper Challenge ( chỉ được sử dụng súng bắn tỉa và súng lục ), Warfare ( chế độ 20v20, có hồi sinh ), Tank Battle ( đấu xe tank ), Solid Gold ( Cổ Điển nhưng tất cả các khẩu súng trên bản đồ đều là hạng Legendary - lắp sẵn 5 phụ kiện ),Alcatraz( vào nhà tù alcatraz chiến đấu với nhau cho đến khi chỉ con dou hay sqad hay 1 người cón sống duy nhất mỗi người sẽ có 5 lượt hồi sinhkhi gần end game mỗi người sẽ không thể hồi sinh  )

## Chế độ Zombies ( ZB )
Khi game Call of Duty: Mobile vẫn đang trong giai đoạn alpha test, chế độ Zombies đã được ra mắt ( nhưng giống với Campaign của các bản COD PC hơn là Zombies gốc, sống sót qua từng round ). Bản đồ của chế độ Zombies lúc này là Green Run ( từ Call of Duty: Black Ops II ). Chế độ Zombies này online, co-op giữa 4 player với nhau. Chế độ Zombies này đã bị loại bỏ khỏi game khi game chính thức ra mắt toàn thế giới. Thay vào đó là chế độ Zombies cổ điển từ các bản COD, nơi người chơi sống sót qua từng round đấu, với bản đồ đầu tiên là Shi no Numa, với 3 mode chơi: Survival, Normal Raid, Hardcore Raid. Đồng thời, chế độ Zombies này cũng bao gồm các Perk-a-Cola cổ điển từ các bản trên PC như Juggernog, Quick Revive, Deadshot Daiqiri, ......
Đồng thời, chế độ Zombies cũng có các "Buffs" là những khả năng đặc biệt, giúp gia tăng súc mạnh của người chơi, như là tăng sát thương súng, tăng lượng máu người chơi, ......
Vào ngày 15-3-2020, chế độ Zombies chính thức bị xóa khỏi game. Nhà phát triển TiMi Studio Group nói rằng "loại bỏ chế độ Zombies do nó không đáp ứng được kì vọng về chất lượng của chúng tôi", nhưng họ đã hứa sẽ mang Zombies trở lại vào 1 lúc nào đó trong tương lai.

### Undead Siege ( Xác Sống Bao Vây )
Ngày 1-8-2021, chế độ Undead Siege chính thức ra mắt, như là sư thay thế cho chế độ Zombies cổ điển đã bị loại bỏ từ rất lâu. Chế độ này rất khác so với Zombies gốc, mặc dù đều là sinh tồn theo từng round và PvE. Nhiệm vụ chính của chế độ này là người chơi sẽ cùng 1 squad 4 người cùng bảo vệ 1 trạm kiểm soát khỏi sự tấn công của bầy Zombie hung dữ. Có tổng cộng 3 mode chơi chính là Casual ( thường ), Hard ( khó ) và Nightmare ( ác mộng ). Các mode Hard và Nightmare thường sẽ đem lại nhiều phần thưởng hơn, nhưng cũng khó hơn đáng kể, và cần có chiến thuật và sự phối hợp để có thể chiến thắng.
Đây là chế độ hạn giờ, chỉ xuất hiện trong một vài mùa nhất định, và vẫn chưa có dấu hiệu sẽ trở thành chế độ 24/7 như Multiplayer và Battle Royale

## Các mùa Battle Pass và Đấu Xếp hạng
Tính đến tháng 2-2022, game đã trải qua 25 mùa Battle Pass và 14 mùa Đấu Xếp hạng. 1 mùa Battle Pass dài khoảng 1 tháng, trong khi 1 màu Đấu Xếp hạng kéo dài khoảng 2 tháng, tức là trung bình 1 mùa Đấu Xếp hạng = 2 mùa Battle Pass
| Các mùa Battle Pass trong CODM | Tên BP                                   | Thời gian bắt đầu |
| ------------------------------ | ---------------------------------------- | ----------------- |
| S1 ( Season 1 ) ( 2020 )       | Không có                                 | 1-10-2019         |
| S2                             | Không có                                 | 25-11-2019        |
| S3                             | Phantom Strike ( Bóng Ma Xuất Kích )     | 16-1-2020         |
| S4                             | Disavowed                                | 1-3-2020          |
| S5                             | Steel Legion                             | 1-4-2020          |
| S6                             | Wild West                                | 1-5-2020          |
| S7                             | Radiocative Agent ( Kỷ Nguyên Phóng Xạ ) | 12-6-2020         |
| S8                             | The Forge ( Lửa Thép )                   | 10-7-2020         |
| S9                             | Conquest ( Chinh Phục )                  | 16-8-2020         |
| S10                            | The Hunt ( Mùa Săn )                     | 10-9-2020         |
| S11                            | 1st Anniversary                          | 15-10-2020        |
| S12                            | Going Dark ( Đêm Tối )                   | 11-11-2020        |
| S13                            | Winter War                               | 22-12-2020        |
| S1 ( 2021 )                    | The New Order ( Mệnh Lệnh Mới )          | 27-1-2021         |
| S2                             | Day of Reckoning ( Ngày Phán Quyết )     | 11-3-2021         |
| S3                             | Tokyo Escape ( Tẩu Thoát Tokyo )         | 17-4-2021         |
| S4                             | Spurned And Burned                       | 27-5-2021         |
| S5                             | In Deep Water                            | 29-6-2021         |
| S6                             | The Heat                                 | 30-7-2021         |
| S7                             | Elite of the Elite                       | 26-8-2021         |
| S8                             | 2nd Anniversary                          | 23-9-2021         |
| S9                             | Nightmare                                | 21-10-2021        |
| S10                            | Shadow Return                            | 18-11-2021        |
| S11                            | Final Show                               | 17-15-2021        |
| S1 ( 2022 )                    | Heist                                    | 20-1-2022         |
| S2                             | Task Force 141                           | 23-2-2022         |

| Các mùa Đấu Xếp hạng trong CODM | Tên                   | Thời gian       |
| ------------------------------- | --------------------- | --------------- |
| S1 ( 2019 )                     | Stars                 | 9.2019-11.2019  |
| S2                              | Snowflakes            | 11.2019-1.2020  |
| S3 ( 2020 )                     | Yellow Snakes         | 1.2020-3.2020   |
| S4                              | Industrial Revolution | 4.2020-6.2020   |
| S5                              | Skulls and Blood      | 6.2020-8.2020   |
| S6                              | Undead Crusade        | 8.2020-10.2020  |
| S7                              | Royal Flush           | 10.2020-12.2020 |
| S8                              | Winterwood            | 12.2020-3.2021  |
| S1 ( 2021 )                     | Ruptured Steel        | 3.2021-5.2021   |
| S2                              | Overpower             | 5.2021-7.2021   |
| S3                              | Street Art            | 7.2021-9.2021   |
| S4                              | Soaring Talon         | 9.2021-11.2021  |
| S5                              | Mint Condition        | 11.2021-1.2022  |
| S1 ( 2022 )                     | K9 Unit               | 1.2022-3.2022   |

## Esports
Giải đấu ‎‎Call of Duty: Mobile‎‎ World Championship 2020 là sự hợp tác giữa ‎‎Activision Blizzard‎‎ và Sony Mobile Communications, và đánh dấu sự gia nhập của trò chơi vào hạng đấu ‎‎hàng‎‎ đầu của esports. ‎‎ Nó có tổng giá trị giải thưởng hơn 1 triệu USD, bao gồm cả tiền mặt và vật phẩm in-game. ‎‎ Các đội thi đấu được tìm trực tiếp từ cộng đồng của trò chơi thông qua bốn vòng loại trực tuyến mở từ ngày 20 tháng 4 đến ngày 24 tháng 5 năm 2020, bao gồm Stage 1 ( đấu đơn ), Stage 2 ( đấu cùng team ), Stage 3 và 4. Người chơi từ mức hạng Veteran ( Tinh Anh ) sẽ được phép tham gia từ Stage 1. Kể từ Stage 2, mỗi người chơi phải tìm 1 đội để tranh suất đi Stage 3 với các đội . Giải đấu năm 2021 có giải thưởng trị giá 2 triệu USD, nhưng đã bị hủy vòng Chung kết Thế giới ( World Finals ) do diễn biến dịch bệnh COVID-19, nên sẽ có 2 nhà vô địch ở phương Tây và phương Đông. Trong Call of Duty: Mobile World Championship 2021, nhà vô địch phương Tây là Tribe Gaming, còn Blacklist International vô địch phương Đông 

## Thành tựu và giải thưởng
‎‎Trò chơi đã đạt 35 triệu lượt tải xuống trên Apple Store và Google Play trong ba ngày đầu tiên trên toàn thế giới và đạt 100 triệu lượt tải xuống trong tuần đầu tiên‎‎.Tính đến cuối năm 2019, ‎‎Call of Duty: Mobile‎‎ đã đạt 180 triệu lượt tải xuống trên toàn thế giới. Đến tháng 6 năm 2020, trò chơi đã có hơn 250 triệu lượt tải xuống và đem lại doanh thu gần 327 triệu USD.‎‎. Tính đến tháng 5 năm 2021, trò chơi đã đạt 500 triệu lượt tải xuống và doanh thu đạt hơn 1 tỷ USD. ‎
Năm 2019, CODM nhận được giải "Best Mobile Game" trong The Game Awards 2019 , và "Mobile Game of the Year" năm 2020 trong lễ trao giải game xuất sắc nhất của Viện Hàn lâm Nghệ thuật Điện ảnh và Truyền hình Anh Quốc lần thứ 16 